# اسکاچ هیل (پنسیلوانیا)
اسکاچ هیل (به انگلیسی: Scotch Hill) یک منطقهٔ مسکونی در ایالات متحده آمریکا است که در شهرستان کلریان، پنسیلوانیا واقع شده‌است. اسکاچ هیل ۴۶۲٫۰۸ متر بالاتر از سطح دریا قرار دارد.